# Pedro Alonso (attore)
Pedro Alonso, all'anagrafe Pedro González Alonso (Vigo, 21 giugno 1971) è un attore e scrittore spagnolo.
È noto per aver interpretato il ruolo di Andrés de Fonollosa, alias Berlino, nella serie televisiva La casa di carta.

## Biografia
Si è diplomato alla Real Escuela Superior de Arte Dramático (RESAD) e ha studiato anche al Teatro de la Danza dove ha partecipato a diversi corsi specifici. Non è solo un attore ma anche un pittore: le sue opere sono firmate Pedro O’Choro, dal cognome della madre di suo padre, appunto O’Choro. Ha fatto parte di svariate compagnie teatrali tra le quali La Fura dels Baus e Teatro Clásico Nacional, ma ne ha anche formata una tutta sua, chiamandola Grupo Dom.
È diventato un attore popolare in Spagna grazie ad alcuni show galiziani per i quali ha ricoperto svariati ruoli. Si è comunque esibito anche in serie televisive prodotte fuori dalla Galizia, come A las once en casa, Todos los hombres sois iguales, Condenadas a entenderse, Mediterráneo e Código fuego. Tra il 2017 e gli inizi del 2018 è apparso anche nella prima e unica stagione di Traición dove ha interpretato il ruolo di Roberto Fuentes. Il successo mondiale è arrivato però grazie alla serie televisiva targata Netflix La casa di carta, in cui ha interpretato il ruolo di Berlino (Andrès de Fonollosa).
Nel Settembre 2024 è protagonista della campagna di lancio dell'Alfa Romeo Junior

## Vita privata
Pedro ha una figlia di nome Uriel, nata nel 1998 da una relazione terminata qualche anno dopo.

## Libro de Filipo
Pedro negli ultimi due anni si è dedicato alla stesura di un libro "Libro de Filipo".
La storia narra le vicende di Filipo, un soldato romano in missione verso l'oriente per localizzare potenziali nemici che potrebbero ostacolare l'espansione dell'impero.
All'interno possiamo trovare anche molte pitture dipinte a quattro mani insieme alla sua fidanzata Tatiana.
Il libro uscì in Spagna e in Argentina il 4 giugno 2020, mentre per gli altri paesi è uscito in maniera scaglionata. In Italia è disponibile dal 18 agosto 2020.

## Filmografia

### Attore

#### Cinema
- Alma gitana, regia di Chus Gutiérrez (1996)
- Tengo una casa, regia di Mónica Laguna (1996)
- Niño nadie, regia di José Luis Borau (1997)
- Insomnio, regia di Chus Gutiérrez (1998)
- Noviembre, regia di Achero Mañas (2003)
- El Calentito, regia di Chus Gutiérrez (2005)
- La noche del hermano, regia di Santiago García de Leániz (2005)
- 18 comidas, regia di Jorge Coira (2010)
- Todo lo que tú quieras, regia di Achero Mañas (2010)
- Onde está a Felicidade?, regia di Carlos Alberto Riccelli (2011)
- La playa de los ahogados, regia di Gerardo Herrero (2015)
- Il silenzio della palude, regia di Marc Vigil (2020)
- Awareness, regia di Daniel Benmayor (2023)

#### Cortometraggi
- Hábitos, regia di Juan Flahn (1995) - cortometraggio
- Paranoia dixital, regia di Ángel de la Cruz (1996) - cortometraggio
- El pliegue del hipocampo, regia di Covadonga Icaza (1997) - cortometraggio
- Las vacaciones de Clara, regia di Javier Baudoin (1997) - cortometraggio
- Un día normal, regia di Álex Sampayo (2011) - cortometraggio
- Maldito lunes, regia di Eva Lesmes (2013) - cortometraggio

#### Film televisivi
- La Atlántida, regia di Belén Macías (2005)
- El espejo, regia di Álex Sampayo
- Música secreta

#### Serie TV
- Todos los hombres sois iguales – serie TV, 5 episodi (1997)
- A las once en casa – serie TV, 28 episodi (1998)
- Plaza Alta - serie TV (1998)
- Rías Baixas - serie TV (2000)
- Raquel busca su sitio – serie TV, episodi 1x3 (2000)
- ¡Qué grande es el teatro! - serie TV, 1 episodio (2000)
- Pequeno hotel - serie TV, (2001) sceneggiatura di Xavier Manteiga Pousa & Silvia Manteiga Pousa
- El comisario – serie TV, episodi 5x9 (2002)
- Código fuego – serie TV, 6 episodi (2003)
- Hospital Central – serie TV, episodi 10x1 (2005)
- As leis de Celavella - serie TV, episodio 3x20 (2005)
- A vida por diante – serie TV, episodi 2x4 (2006)
- R.I.S. Científica – serie TV, episodi 1x6 (2007)
- La bella Otero - La regina della belle époque - miniserie TV, episodio 1x1 (2008)
- Maridos e mulleres – serie TV, 23 episodi (2006-2008)
- Gondar – serie TV, 22 episodi (2009)
- 14 de abril. La República – serie TV, episodi 1x7-1x8 (2011)
- Grand Hotel - Intrighi e passioni (Gran Hotel) – serial TV (2011-2013)
- Padre Casares – TV serie, 136 episodi (2008-2015)
- Il sospetto (Bajo sospecha) – serie TV, 8 episodi (2014-2015)
- Hospital Real – serie TV, 15 episodi (2015)
- El ministerio del tiempo – serie TV, episodi 2x7-2x8 (2016)
- L'ambasciata (La embajada) – serie TV, 11 episodi (2016)
- Traición – serie TV, 9 episodi (2017-2018)
- La casa di carta (La casa de papel) – serie TV (2017-2021)
- Berlino (Berlín) – serie TV, 8 episodi (2023 - in corso)

### Doppiatore
- O Apóstolo - film d'animazione (2012)
- Desconocido - Resa dei conti (Desconocido), regia di Dani de la Torre (2016)

## Teatrografia
- O Crédito (2015)
- Los justos (2013)
- Por amor al arte (2013)

## Testimonial
- Alfa Romeo Junior (2024)

## Riconoscimenti

### Premios Mestre Mateo
| Anno | Categoria                                         | Serie          | Risultato |
| ---- | ------------------------------------------------- | -------------- | --------- |
| 2013 | Miglior interpretazione maschile non protagonista | Gran Hotel     | Nominato  |
| 2012 | Miglior interpretazione maschile non protagonista | Gran Hotel     | Nominato  |
| 2010 | Miglior interpretazione maschile protagonista     | Padre Casares  | Nominato  |
| 2009 | Miglior interpretazione maschile protagonista     | Padre Casares  | Nominato  |
| 2008 | Miglior interpretazione maschile protagonista     | Padre Casares  | Nominato  |
| 2008 | Miglior interpretazione maschile protagonista     | El espejo      | Nominato  |
| 2008 | Miglior interpretazione maschile non protagonista | La Bella Otero | Nominato  |

### Festival de Televisión de Montecarlo
| Anno | Categoria                      | Serie         | Risultato |
| ---- | ------------------------------ | ------------- | --------- |
| 2009 | Ninfa de Oro al miglior attore | Padre Casares | Nominato  |

### Festival de Cine de Bogotá
| Anno | Categoria      | Film           | Risultato |
| ---- | -------------- | -------------- | --------- |
| 1996 | Mejor actor    | Tengo una casa | Nominato  |
| 1998 | Miglior attore | Insomnio       | Nominato  |

### Festival Internacional de Cine de Ourense
| Anno | Categoria                                  | Film       | Risultato |
| ---- | ------------------------------------------ | ---------- | --------- |
| 2010 | Menzione speciale al miglior cast e troupe | 18 comidas | Vincitore |

Pedro ha ricevuto anche una nomination al Fotogramas de Plata, come miglior attore nel 2017 per La casa di carta.
Nel 2018 ha vinto il premio come star internazionale dell'anno per GQ Turchia.

## Doppiatori italiani
Nelle versioni in italiano delle opere in cui ha recitato, Pedro Alonso è stato doppiato da:
- Alessandro Quarta in La casa di carta, Il silenzio della palude, Berlino
- Emiliano Coltorti in Il sospetto,  Grand Hotel - Intrighi e Passioni
- Claudio Maria Pascoli in L'ambasciata